# 综艺大观
《综艺大观》是中国中央电视台推出的一档杂志式综合性文艺节目，以“综艺性、娱乐性、观赏性”为核心，覆盖歌舞、小品、相声、魔术、杂技等多种艺术形式，是1990年代中国内地最受欢迎的综艺节目之一。

## 历史
节目前身是《文艺天地》，1990年3月14日在央视综合频道正式开播，每两周周六晚八点以现场直播的方式进行，曾为央视唯一在黄金时段现场直播的综艺节目，每期播出时间约50分钟。节目分为各种小板块，包括歌舞、相声、小品、杂技、魔术等，以及名人访谈、社会热点资讯等环节，形式包罗万有，被视为央视春晚的“练兵场”，有“小春晚”之称。自开播以来，其收视率一直居全国各类综艺节目之首，平均收视率曾高达18%，赵本山、牛群、冯巩、郭达、潘长江等喜剧明星在节目舞台上留下不少经典作品。
1999年，央视版面调整，播出了173期的《综艺大观》暂时停播，重新招聘导演、制片人，进行了全新包装，改版后的节目于6月19日起首播，口号为“常看常想的老朋友，不见不散的新感觉”。2000年10月，为宣传西部大开发，《综艺大观》开始了横跨中国八省区的“西部行”活动，完成了长达一百多天的连续异地直播。2001年，节目再次改版，与央视《开心辞典》《幸运52》《今日说法》《为您服务》《军营文化》等知名栏目合作，制作该批节目的综艺特别版本。
2003年“非典”之前，《综艺大观》第251期在央视综合频道进行了最后一次播出，此后，《综艺大观》原班人马重新制作“以故事为核心、以爱为诉求”的大型情感类综艺节目《表情》，于2003年7月7日在央视综艺频道首播，但因反响不佳，在播出数月后停播。2004年2月23日，《综艺大观》在央视综艺频道复播，改为每周一晚19:30播出一期，后改为每周六晚19:30播出。2004年10月8日，《综艺大观》因收视率低迷而停播，由董卿主持的节目《欢乐中国行》取代。

## 主持
节目开播时由王刚、成方圆担任主持，1991年1月5日，当时还是主持新人的倪萍首次主持该节目，凭借具亲和力的主持风格成名，成为全国家喻户晓的主持人。从1994年第101期，周涛接替倪萍担任《综艺大观》主持人，直至1999年9月录制第200期特别节目后宣布离开，2000年10月7日，曹颖成为新任主持，2002年9月，曹颖离开央视后，节目组邀请当年在央视世界杯报道名声大噪的沈冰代班主持，但因各种原因仅主持了一期，之后由江苏电视台《非常周末》的主持人陈怡代班主持，2003年4月，王玲玲担任节目新任主持人。2004年2月复播后，由林依轮、沈星担任主持，6月后改由董卿、杨柳主持，直至节目停播。

## 资料来源
1. ↑  . tech.sina.com.cn.   [2025-03-29].
2. ↑  《综艺大观》败在受众不稳[永久]
3. ↑  . news.xinhuanet.com.   [2025-03-29]. （原始内容存档于2015-02-28）.
4. ↑  . ent.sina.com.cn.   [2025-03-29].
5. ↑  . www.chinanews.com.cn.   [2025-03-29].
6. ↑  . news.sohu.com.   [2025-03-29].
7. ↑  . ent.cctv.com.   [2025-03-29].
8. ↑  . ent.sina.com.cn.   [2025-03-29].
9. ↑  . tech.sina.com.cn.   [2025-03-29].
10. ↑  . ent.sina.com.cn.   [2025-03-29].